# Boulevard des Filles-du-Calvaire
Le boulevard des Filles-du-Calvaire est une voie qui fait la séparation entre le 3e arrondissement et le 11e arrondissement de Paris.

## Situation et accès
Il fait partie de la chaîne des grands boulevards constituée, d'ouest en est, par les boulevards de la Madeleine, des Capucines, des Italiens, Montmartre, Poissonnière, Bonne-Nouvelle, Saint-Denis, Saint-Martin, du Temple, des Filles-du-Calvaire et Beaumarchais.
Le boulevard des Filles-du-Calvaire est une voie bordée de platanes entre le boulevard Beaumarchais qu'il prolonge et le boulevard du Temple.
Ce site est desservi par la station de métro Filles du Calvaire.

## Origine du nom
Le boulevard porte le nom du couvent des Filles-du-Calvaire dont le domaine s'étendait à partir du boulevard jusqu'à la rue de Turenne, entre la rue des Filles-du-Calvaire et la rue du Pont-aux-Choux.
Les filles du Calvaire ou Bénédictines de Notre-Dame du Calvaire ou Calvairiennes sont une congrégation religieuse de la famille bénédictine fondée en 1617 par Antoinette d'Orléans-Longueville (1572-1618) et le capucin réformateur français, François Leclerc du Tremblay, en religion le père Joseph (1577-1638).

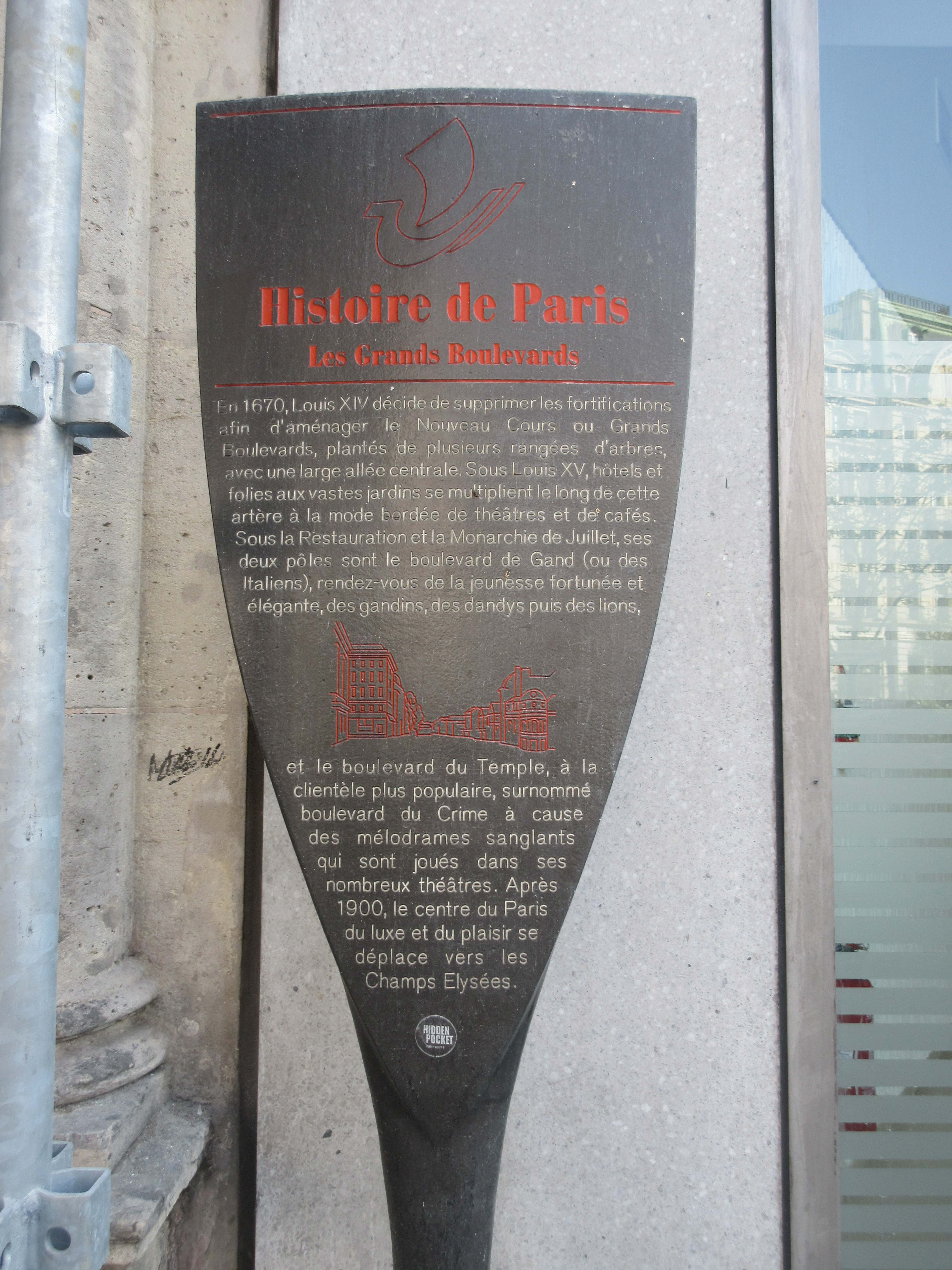
Panneau Histoire de Paris.

## Historique
Il fit partie du « boulevard de la Porte-Saint-Antoine » ou « boulevard Saint-Antoine », actuel boulevard Beaumarchais, avant de prendre le nom de la rue voisine (rue des Filles-du-Calvaire). 
Cette voie fait partie du « nouveau cours  », les actuels grands boulevards, aménagé, à partir de 1670, à l'emplacement du rempart et du fossé de l'enceinte de Charles V.
Le boulevard est établi sur la levée de terre du rempart supprimé et traverse l'ancien bastion numéro 9 ou bastion des Filles-du-Calvaire maçonné vers 1635, le plus petit de cette enceinte, qui était situé entre la place Pasdeloup et le passage Saint-Pierre-Amelot.
Le chemin de ronde intérieur (côté ville) qui longeait le rempart était en contrebas ce qui explique la légère montée de la rue du pont-aux-choux à son arrivée sur le boulevard.
Le boulevard était également longé extérieurement par le fossé de l'ancienne enceinte où coulait un égout. 
Au mois de mai 1777, le roi ordonna, par lettres patentes, que «les fossés de la ville en toute leur étendue, depuis le pont Saint-Antoine (près de la Bastille) jusqu'au Grand Égout (approximativement à l'emplacement de la rue du Faubourg-du-Temple), seraient remplis au moyen des gravois et des décharges publiques, jusqu'à la hauteur du chemin de la Contrescarpe, et à six pieds ou environ plus bas que le sol du rempart.  » 
Ce fossé remblayé jusqu'à « six pieds ou environ plus bas que le sol du rempart » est remplacé par une contre-allée en contrebas du boulevard donnant sur la rive est (numéros pairs)  de la rue Amelot ouverte à cette date.  Cette contre-allée était longée par un mur de soutènement et l'espace entre le boulevard et la rive est (numéros pairs) de la rue ouverte sur l'ancien chemin de contrescarpe (actuelle rue Amelot) était vide de constructions.
Cette contre-allée est supprimée par une ordonnance royale du 19 février 1846 qui porte la décision suivante :
- « Article 1er. Les contr'allées des boulevards de Beaumarchais et des Filles-du-Calvaire sont et demeurent supprimées depuis la rue Daval jusqu'à la rue de Ménilmontant. Les alignements de cette partie des boulevards et des portions de rues transversales existantes ou à former, et qui sont indiquées par les lettres A, B, C, D, E, F, G, H, I, sur le plan ci-annexé, sont arrêtés conformément au tracé des lignes rouges sur ledit plan. »
- « Article 2. La Ville de Paris est autorisée à aliéner, avec publicité et concurrence, les terrains provenant des contr'allées supprimées, le tout suivant le mode de division du plan et les charges, clauses et conditions exprimées dans les délibérations du Conseil municipal des 13 août 1842, 24 mars et 12 avril 1844. »

Les immeubles du côté pair, y compris ceux du boulevard Beaumarchais entre la place de la Bastille et la rue du docteur Wagner, construits sur le terrain du grenier à sel supprimé quelques années auparavant, datent, sauf rares exceptions, des années 1840 jusque vers 1850 à la suite de la vente de ces terrains par la ville. Ce rang d'immeubles qui sépare la rue Amelot des boulevards s'étend sur 900 mètres de la place de la Bastille à la rue Oberkampf (y compris le boulevard Beaumarchais) sur une largeur de 15 mètres y compris les mitoyens de la rue Amelot.  Les façades ne sont pas strictement identiques mais l'ensemble est homogène. Leur architecture ornée est celle des années 1840, antérieure à l'architecture haussmannienne plus sobre des années 1850 et 1860. Les immeubles du boulevard surplombent ceux mitoyens de la rue Amelot établie sur l'ancien fossé remblayé en 1777, d'où l'escalier de la rue Charles-Luizet.
L'architecture des numéros impairs est moins homogène car les immeubles construits sur les terrains à l'origine jardins d'hôtels particuliers ou servant d'entrepôts à l'arrière des propriétés dont l'entrée principale donnait sur les rues parallèles (tels qu'ils sont représentés sur le plan de Turgot de 1734) sont d'époque plus variées, de la fin XVIIIe siècle au début du XXe siècle.

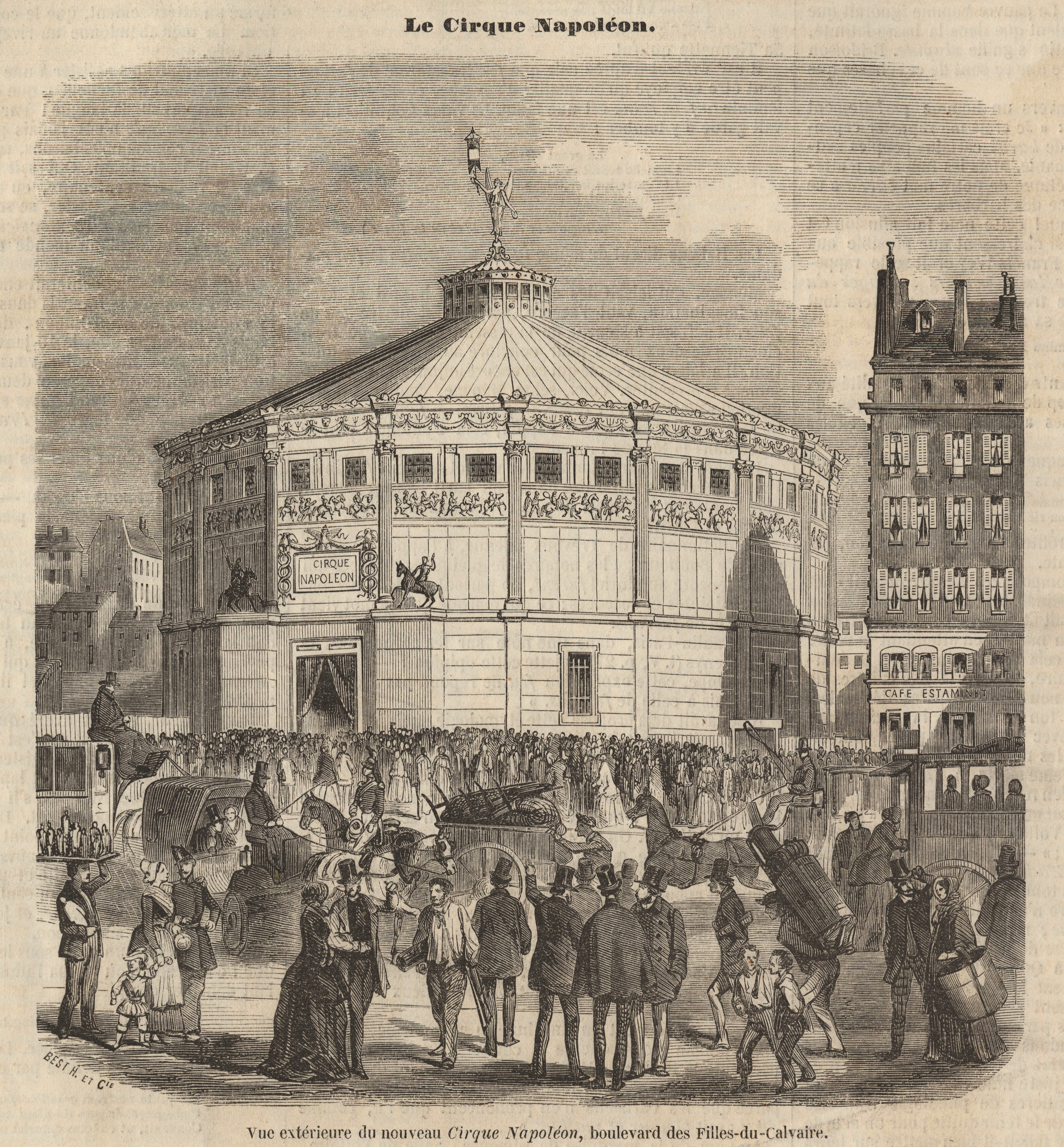
Nouveau « cirque Napoléon » (aujourd'hui Cirque d'hiver), en 1853.
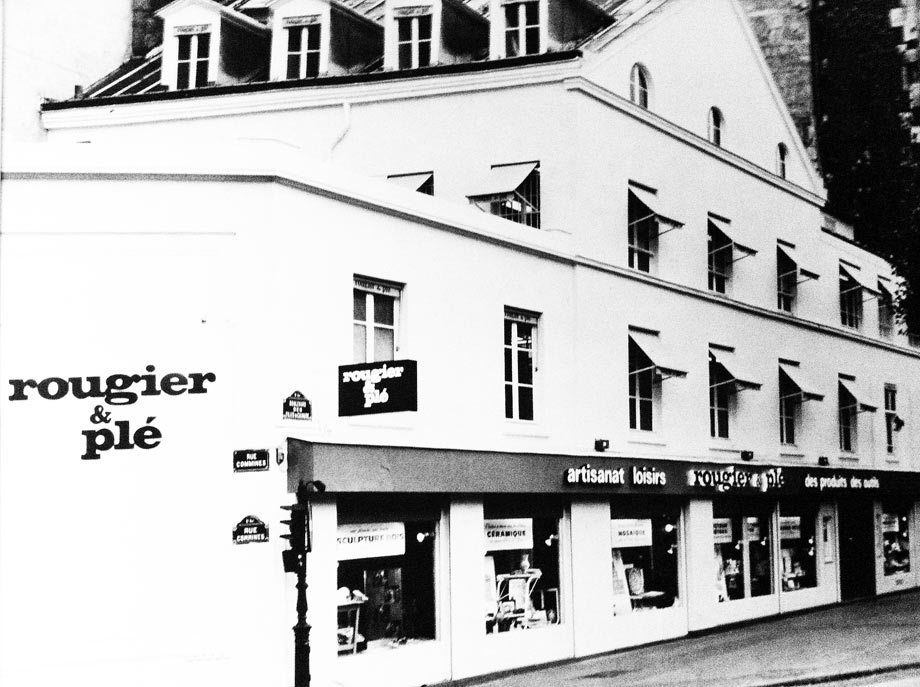
Magasin Rougier & Plé, nos 13-15, vers 1960.
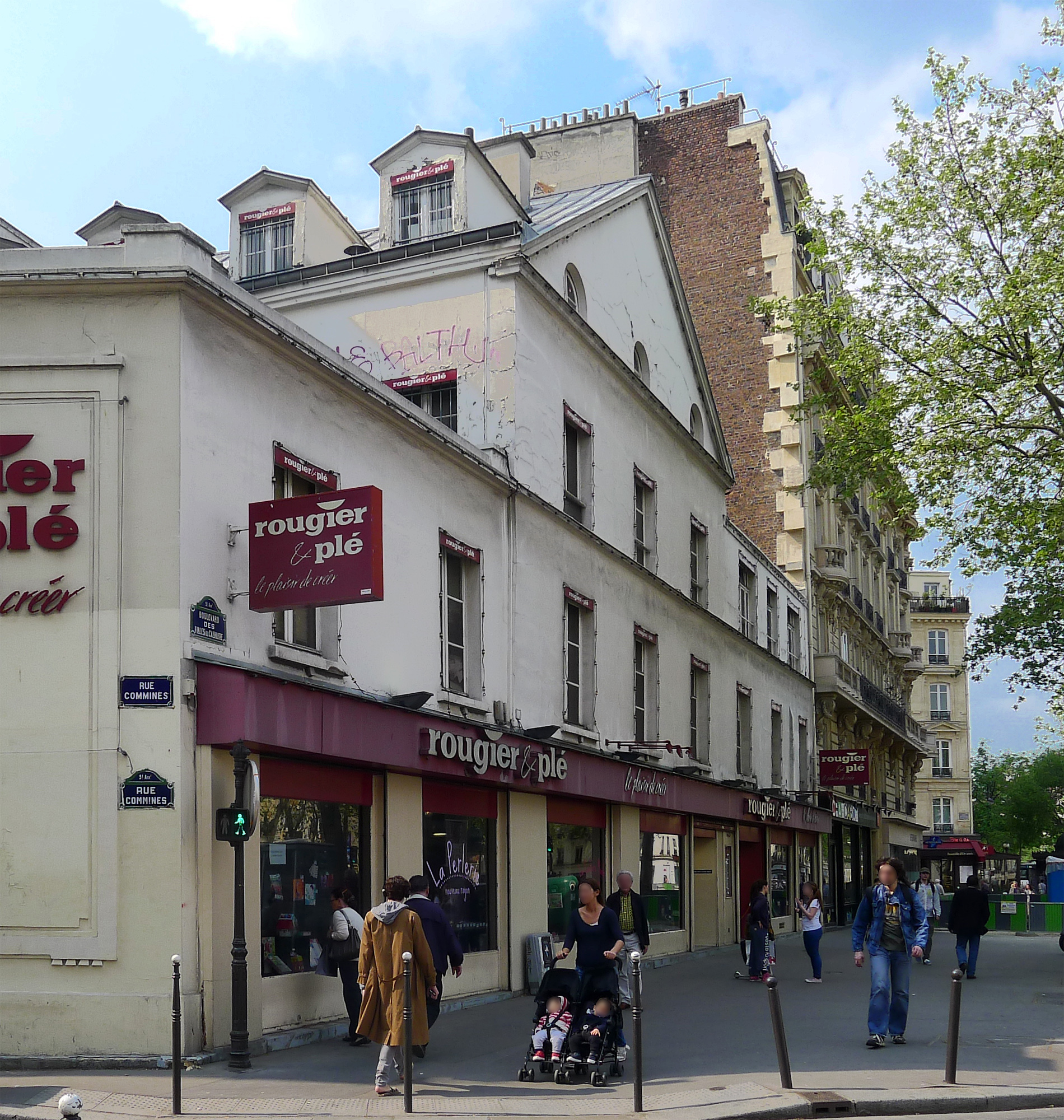
Le même magasin en 2013.
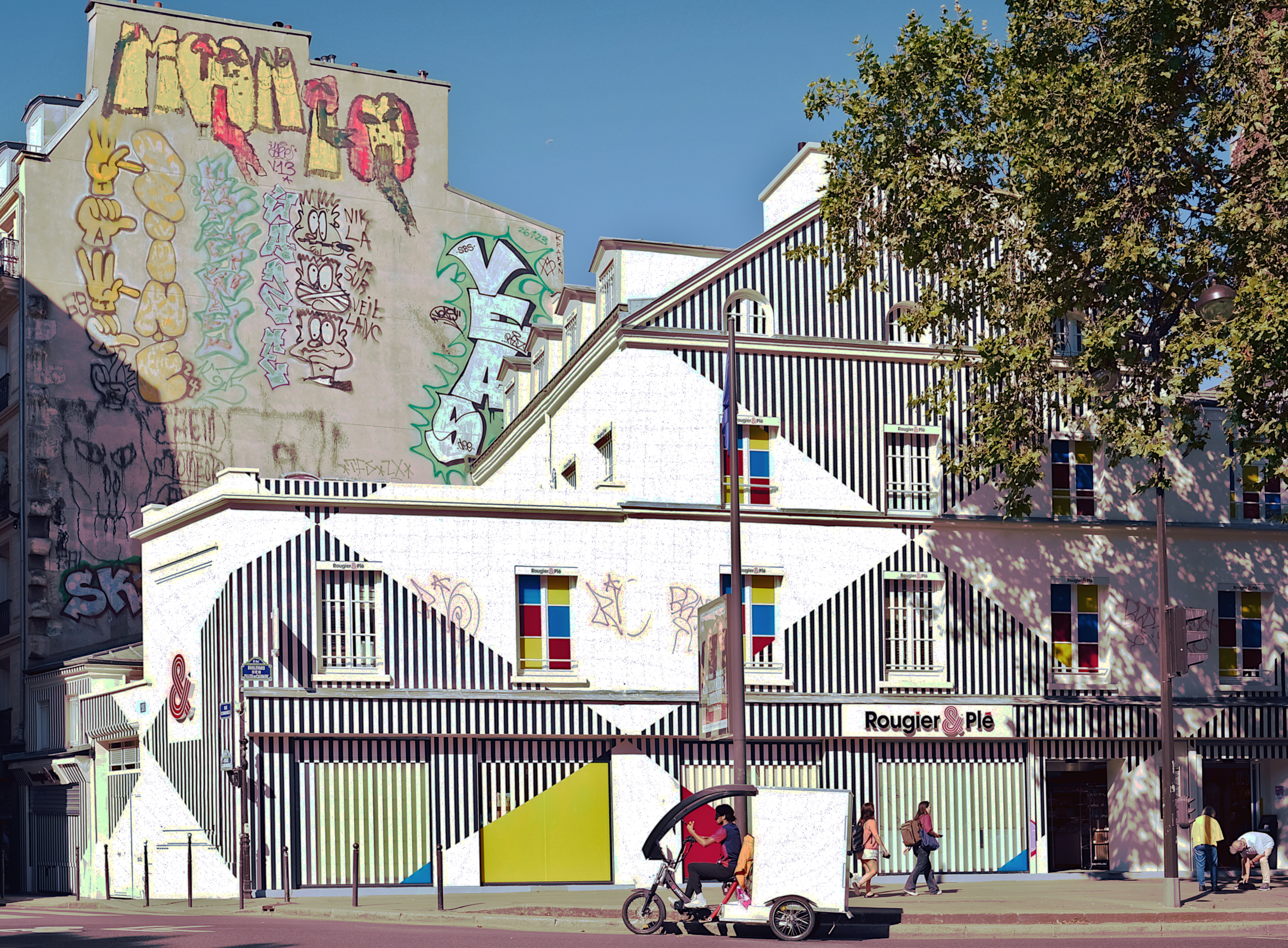
En 2024.

## Bâtiments remarquables et lieux de mémoire
- Le côté ouest du boulevard longeait l'ancien couvent des Filles-du-Calvaire.
- Numéro 5 : immeuble de 1894 (architecte Mussigmann).

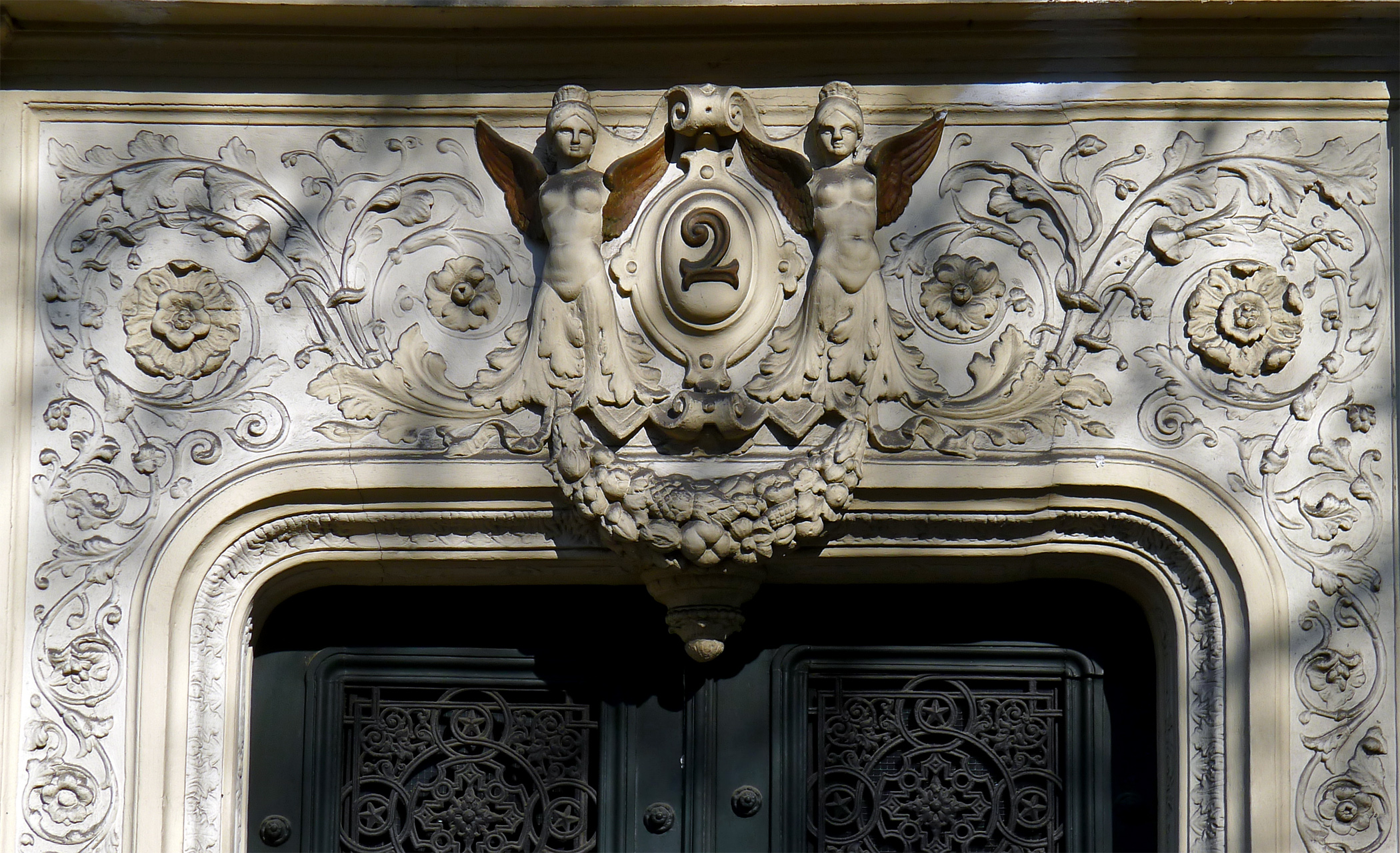
Moulures du no 2.
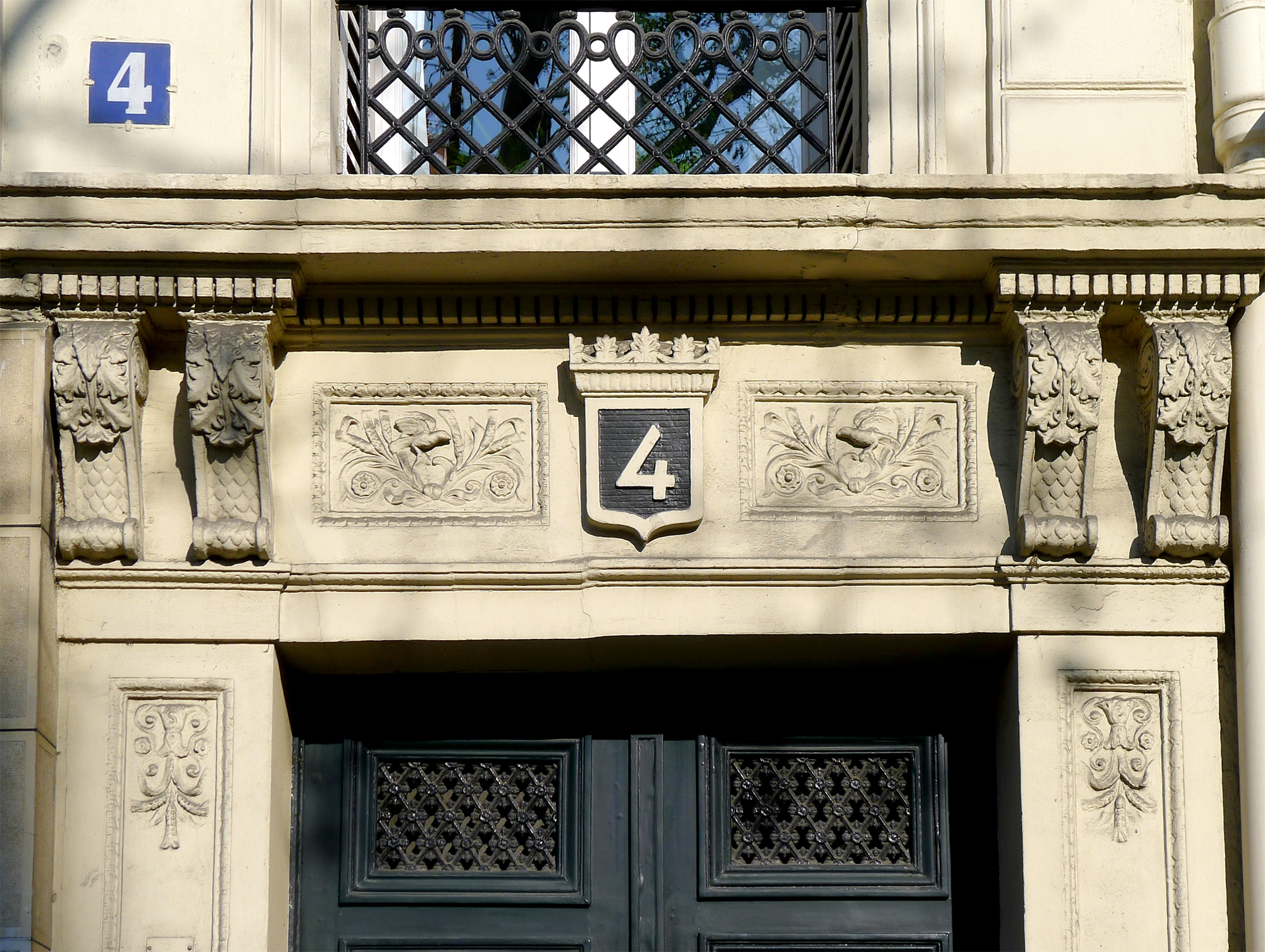
Moulures du no 4.
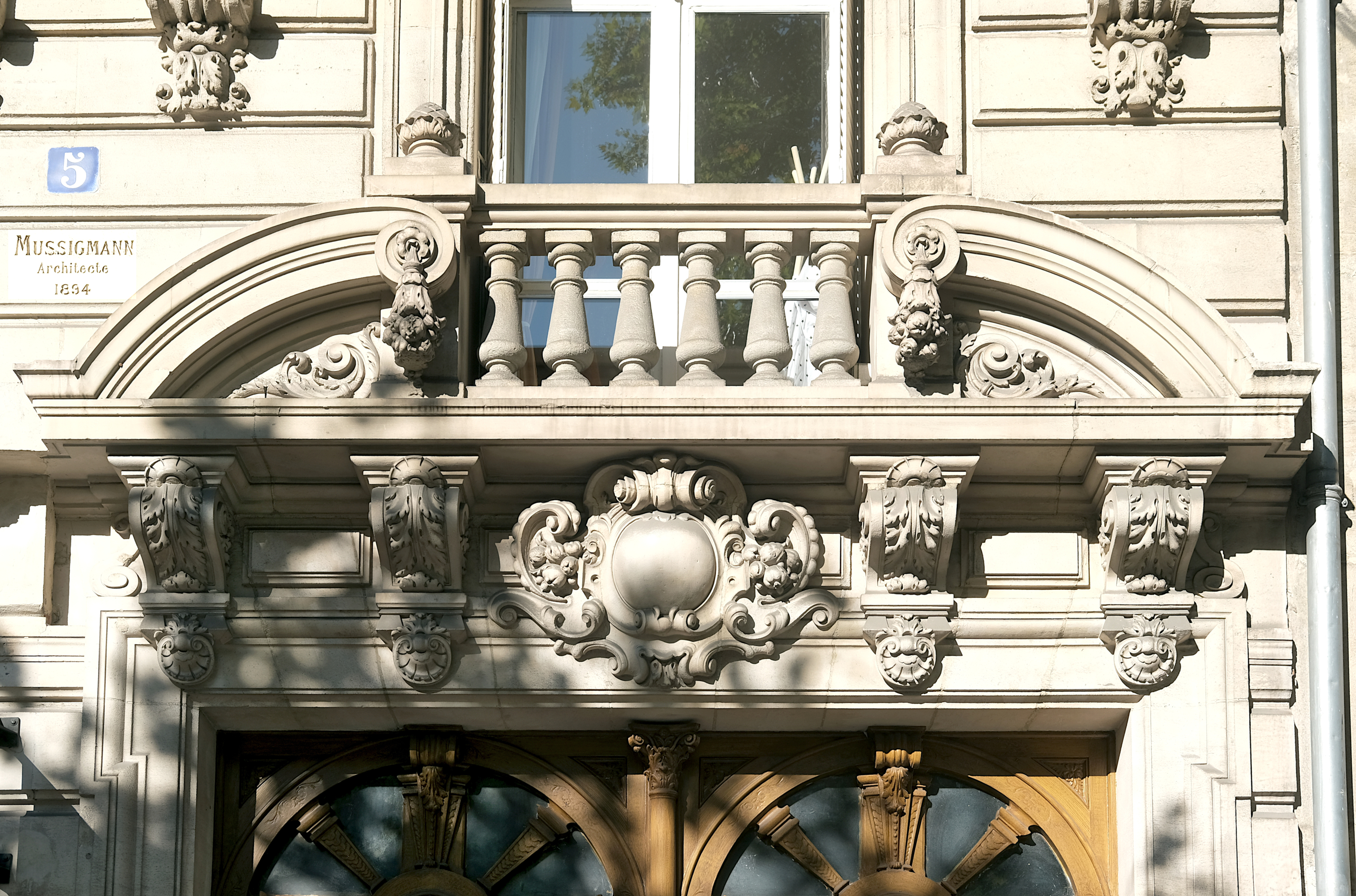
no 5.

### Chanson
Une chanson interprétée par Elsa Lunghini est consacrée à ce boulevard sur son album Elsa Lunghini, en 2008.

## Sources
- Les ouvrages cités en bibliographie.